# Paracyatholaimoides serpens
Paracyatholaimoides serpens är en rundmaskart som beskrevs av Gerlach 1957. Paracyatholaimoides serpens ingår i släktet Paracyatholaimoides och familjen Cyatholaimidae. Inga underarter finns listade i Catalogue of Life.